# Sid Roams
I Sid Roams sono un duo di produttori musicali hip hop statunitense composto da Joey Chavez e Bravo.
Hanno prodotto per artisti quali: Mobb Deep, Dilated Peoples, Defari, Infamous Mobb, Papoose. Nel 2008 sotto Dirt Class Records è uscito Strickly Nstrmntl.

## Discografia

### Album
- 2001: Music From The Connection di Joey Chavez
- 2005: Music Minus One (Instrumental Anthology) di Joey Chavez
- 2008: Strickly Nstrmntl

### Produzioni
- 2004: Phil The Agony - The Aromatic Album (1 Traccia)
  - Long Time Ago
- 2004: Jean Grae - This Week (4 tracce)
  - A-Alikes
  - Going Crazy
  - Clock
  - Watch Me
- 2005: Big Twins - The Grimey One Vol. 1 (9 tracce)
  - Bringin That Heat
  - Trapped In Ft. Un Pacino
  - Just Imagine
  - For The Hood
  - Agallah Freestyle Ft. Agallah
  - Who We Ride For Ft. Infamous Mobb
  - Nitty City Ft. Ty Nitty
  - What's Real Ft. Flame Killa & Infamous Mobb
  - It's Big Twins
- 2006: Agallah - You Already Know (1 Traccia)
  - Take Me Back
- 2006: Dilated Peoples - 20/20 (2 tracce)
  - Olde English
  - Another Sound Mission
- 2007: Evidence - The Weatherman LP (3 tracce)
  - Mr. Slow Flow Ft. Dj Revolution
  - Perfect Storm Ft. Madchild & Rakaa Iriscience
  - Believe In Me
- 2007: Infamous Mobb - Reality Rap (3 tracce)
  - Get It Poppin
  - Streetz Of NY Ft. Erick Sermon
  - Closer
- 2007: Dilated Peoples - The Release Party (2 tracce)
  - Mr. Slow Flow (Remix) Ft. PMD
  - Olde English (Remix) Ft. Defari
- 2008: Prodigy - H.N.I.C. Pt. 2 (6 tracce)
  - Real Power Is People
  - New Yitty
  - A,B,C's
  - Click Clack Ft. Big Twins
  - 3 Stacks Ft. Big Twins
  - A,B,C's (Vox Spanish Remix Teaser)
- 2008: Vordul Mega - Megagraphitti (1 Traccia)
  - In The Mirror Ft. Karniege & Vast Aire
- 2008: Big Twins - The Grimey Collection (14 tracce)
  - P Intro
  - Everybody Talkin...
  - Street Theme
  - Hit The Ground
  - Time to Shine
  - To The Top Ft. Evidence & The Alchemist (Co-Producer With Evidence)
  - How Long A N*gga Gonna Last
  - Good And Evil Ft. Prodigy & Un Pacino
  - Come Clean Ft. Godfather
  - Everything Ft. Ty Nitty
  - Just Imagine...
  - P Interlude
  - Twin And 'Em Ft. Ty Nitty & Un Pacino
  - Bringin That Heat
- 2008: Prodigy - Product Of The 80's (11 tracce)
  - Waddup Gz
  - Box Cutters Ft. Big Twins
  - Catch Body Music
  - P Keep Spittin'
  - Test Tube Babies
  - Cold World
  - Anytime Ft. Un Pacino
  - Stop Stressin
  - Sex, Drugs, & Murder Ft. Un Pacino & Big Twins
  - In The Smash Ft. Big Twins
  - Circle Don't Stop Ft. Big Twins & Chinky
- 2008: Papoose - Streetsweepers Presents: Build Or Destroy Mixtape (1 Traccia)
  - Bang Bang
- 2008: Evidence - The Layover EP (1 Traccia)
  - Solitary Confinement Ft. Krondon
- 2008: Evidence - Purple Tape Instrumentals (1 Traccia)
  - On Top (Co-Producer With Evidence)
- 2009: Phil The Agony - Think Green (1 Traccia)
  - Everyday Ft. Big Twin & Jean Grae
- 2009: Big Twins - The Project Kid (9 tracce)
  - Intro Ft. Dj Babu (of Dilated Peoples)
  - Get 'Em Ft. Dog (of ACD)
  - Interlude
  - Trip Thru The PJ's
  - Bacon & Cheese Ft. Prodigy (of Mobb Deep)
  - Just Don't Give A Fuck
  - Can't Call It
  - Drop 'Em Off Ft. Prodigy (of Mobb Deep)
  - Thunn Street (Bonus) Ft. Chinky